# Claudio Morganti
Claudio Morganti (ur. 14 kwietnia 1973 w Prato) – włoski polityk, poseł do Parlamentu Europejskiego VII kadencji.

## Życiorys
Z zawodu finansista. Był sekretarzem prowincji Ligi Północnej w Prato, w 2008 został sekretarzem regionalnym tego ugrupowania w Toskanii. W wyborach w 2009 uzyskał z listy LN mandat posła do Parlamentu Europejskiego VII kadencji. Został członkiem grupy Europa Wolności i Demokracji oraz Komisji Budżetowej.